# Plethodon caddoensis
Plethodon caddoensis är en groddjursart som beskrevs av Pope 1951. Plethodon caddoensis ingår i släktet Plethodon och familjen lunglösa salamandrar. IUCN kategoriserar arten globalt som nära hotad. Inga underarter finns listade i Catalogue of Life.